# Хатідже Султан
Хатідже Султан (1496–1543) — османська принцеса. Донька Селіма I Явуза і Айше Хафси Султан, сестра Сулеймана I.
Чоловік був Іскандер Паша, аж ніяк не Паргали Ібрагім Паша.
Була названа в честь першої дружини пророка Мухаммада.

## Життєпис
У 1518 вийшла заміж за Іскандера Пашу.  
Коли в 1520 її батько Селім Грізний помер і султаном став її брат Сулейман, вона разом із матір'ю Айше Хафізою Султан переїхала в Стамбул, в палац Топкапи
Народила трьох дітей: Султаназаде Мехмеда, Ханим Султан і Фюлане Султан.

## Родина
Першою дитиною Хатідже був син Мехмед, але він помер незабаром після тяжких пологів. Через декілька років Хатідже народила двох доньок: Ханим Султан 
(пом. 1582) і Фюлане Султан. Ханим Султан похована в гробниці Роксолани. 
Існує версія, що Хатідже народила близнюків: дівчинку Хуріджихан та хлопчика Османа. Але ця версія, ймовірніше, є вигаданою і не має історичних підстав. Можливо, прототипом Хуріджихан послужила реальна донька Хатідже Ханим.

## Смерть
Хатідже Султан пережила чоловіка на декілька років . Була похована біля матері та батька в мавзолеї Шехзаделер в мечеті Селіма I Явуза

## У кіно
У турецькому серіалі 2003 року «Величне Століття Роксолана» роль Хатідже виконувала Айтен Сойкек.
Серіал «Величне Століття. Роксолана» роль Хатідже Султан виконує акторка Сельма Ергеч.